# Los Mezquites, Jalisco
Los Mezquites är en ort i Mexiko.   Den ligger i kommunen Cuquío och delstaten Jalisco, i den centrala delen av landet, 400 km väster om huvudstaden Mexico City. Los Mezquites ligger 1 773 meter över havet och antalet invånare är 139.
Terrängen runt Los Mezquites är kuperad åt nordost, men åt sydväst är den platt. Runt Los Mezquites är det ganska glesbefolkat, med 25 invånare per kvadratkilometer. Närmaste större samhälle är Yahualica de González Gallo, 19,0 km nordost om Los Mezquites. I omgivningarna runt Los Mezquites växer huvudsakligen savannskog.